# Aconitum ikedae
Aconitum ikedae är en ranunkelväxtart som beskrevs av Yuichi Kadota. Aconitum ikedae ingår i släktet stormhattar, och familjen ranunkelväxter. Inga underarter finns listade i Catalogue of Life.